# Diamond DA40
Diamond DA40 Diamond Star je štirisedežno enomotorno propelersko športno letalo avstrijskega proizvajalca Diamond Aircraft Industries. DA40 je štirisedežna verzija DA20. Letalo proizvajajo v Avstriji in Kanadi. 
Grajen je večinoma iz kompozitnih materialov. Ima fiksno pristajalno podvozje tipa tricikel in T-rep.
Prvi prototip DA40-V1 z motorji Rotax 914 je prvič poletel 5. novembra 1997. Drugi prototip DA40-V2 je imel motorje Continental IO-240. Obstaja tudi verzija DA40-TDI z dizelskimi motorji   Thielert "Centurion" (135 KM). Nekatere verzije imajo propeler s konstantnimi vrtljaji ali pa s fiksnim vpadnim kotom krakov.

## Tehnične specifikacije (2007 model Diamond DA40 XL Diamond Star)
Podatki iz Diamond Aircraft website
Splošne karakteristike
- Posadka: 1 pilot
- Število sedežev: 3 potniki (skupaj 4)
- Dolžina: 26 ft 5 in (8,1 m)
- Razpon kril: 39 ft 2 in (11,9 m)
- Višina: 6 ft 6 in (1,98 m)
- Širina kabine: 45 in (1,14 m)
- Višina kabine: 44 in (1,12 m)
- Površina kril: 145,3 ft² (13,5 m²)
- Aeroprofil: FX 63-137
- Teža praznega letala: 1755 lb (795 kg)
- Naložena teža: 2645 lb (1198 kg)
- Uporaben tovor: 890 lb (403 kg)
- Maks. vzletna teža: 2645 lb (1198 kg)
- Pogon letala: 1 ×  4-valjni zračno hlajeni, proti batni Lycoming IO-360-M1A, 180 KM (134 kW)

 Zmogljivost 
- Potovalna hitrost: 150 vozlov (173 mph, 279 km/h)
- Hitrost porušitve vzgona: 49 vozlov s spuščenimi zakrilci (56 mph, 91 km/h)
- Doseg: 720 nm (828 mi, 1341 km)
- Višina leta: 16400 ft (5000 m)
- Hitrost vzpenjanja: 1120 ft/min (5,69 m/s)
- Razmerje moč/teža: 0,06802 KM/lb (110 W/kg)